# Le Cœur fantôme
Pour plus de détails, voir Fiche technique et Distribution.
Le Cœur fantôme est un film français réalisé par Philippe Garrel, sorti en 1996.

## Fiche technique
- Titre français : Le Cœur fantôme
- Réalisation : Philippe Garrel, assisté de Marilyne Canto et Stéphane Riga
- Scénario : Philippe Garrel, Noémie Lvovsky et Marc Cholodenko
- Photographie : Raoul Coutard et Jacques Loiseleux
- Son : Georges Prat et Jean-Pierre Ruh
- Montage : Sophie Coussein et Yann Dedet
- Musique : Barney Wilen
- Production : Paulo Branco
- Directeur de production : Sylvain Monod
- Sociétés de production : Gémini Films (Paris) et Why Not Productions (Paris)
- Société de distribution : Rezo Films
- Pays d'origine :  France
- Format : couleur - Son stéréo  - Son Dolby SR
- Genre : drame
- Date de sortie :
  - France - 27 mars 1996

## Distribution
- Luis Rego : Philippe
- Aurélia Alcaïs : Justine
- Maurice Garrel : le père de Philippe
- Évelyne Didi : Annie
- Roschdy Zem : Moand
- Véronique Silver : la mère de Philippe
- Valeria Bruni Tedeschi : la prostituée
- Johanna ter Steege : Mona
- Olivier Perrier : l'ami
- Yves Afonso : le voisin
- Andrée Tainsy
- Bernard Bloch
- François Caron
- Lucien Cornet